# نيكول (فنان)
نيكول (بالألمانية: Nicole)‏ (و. 1964  م) هي مغنية، وموسيقية ألمانية، ولدت في ساربروكن، شاركت في مسابقة الأغنية الأوروبية 1982.

## جوائز
حصلت على جوائز منها:
- Saarland Order of Merit [الإنجليزية]‏.

## وصلات خارجية
- نيكول على موقع IMDb (الإنجليزية)
- نيكول على موقع ميوزك برينز (الإنجليزية)
- نيكول على موقع ديسكوغز (الإنجليزية)

- نيكول في قاعدة بيانات الأفلام على الإنترنت